# Cowles (Nebraska)
Pour les articles homonymes, voir Cowles.
Cowles est un village du comté de Webster, dans l'État du Nebraska, aux États-Unis. En 2020, il comptait une population de 21 habitants.